# Ernst Sartorius
Ernst Wilhelm Christian Sartorius, född den 10 maj 1797 i Darmstadt, död den 13 juni 1859 i Königsberg, var en tysk teolog.
Sartorius blev 1821 extra ordinarie och 1823 ordinarie professor i Marburg, 1824 ordinarie professor i Dorpat samt 1835 överhovpredikant och generalsuperintendent i Königsberg. Sartorius var såväl i teoretiskt som praktiskt hänseende en av de mer betydande representanterna för den konfessionella, nylutherska riktningen. Hans mest berömda arbete är Die Lehre von der heiligen Liebe (1840-1856; ny upplaga 1861; svensk översättning "Läran om den heliga kärleken och dess motsats", 1844-58), vilket Einar Billing i Nordisk familjebok kallar "ett af de relativt sällsynta moderna försöken till framställning i ett totalsammanhang af såväl dogmatiken som etiken". Dessutom kan nämnas Die Lehre von Christi Person und Werk (1831; svensk översättning "Christi person och verk", 1835; 2:a upplagan 1842) och det mot den romerska katolicismen riktade polemiska arbetet Soli Deo gloria (postumt, 1860).